# Psychotria nigropunctata
Psychotria nigropunctata là một loài thực vật có hoa trong họ Thiến thảo. Loài này được Hiern miêu tả khoa học đầu tiên năm 1877.